# イヴェコ
イヴェコ（Iveco Group N.V.）は、トラック・バスなどの商用車や、建設用・軍事用などの特殊車両を製造するイタリアの産業用車両メーカーである。イタリア証券取引所上場企業（BIT: IVG）。
同社の組み立て工場はヨーロッパのほかにロシア、アフリカ、アルゼンチン、ブラジル、オーストラリア、中国に構え、世界160か国以上、約5,000か所での販売とサービスを提供を行っている。年間総生産台数は約150,000台であり、総売上高は約100億ユーロ（約1兆2,500億円）である。

## 歴史

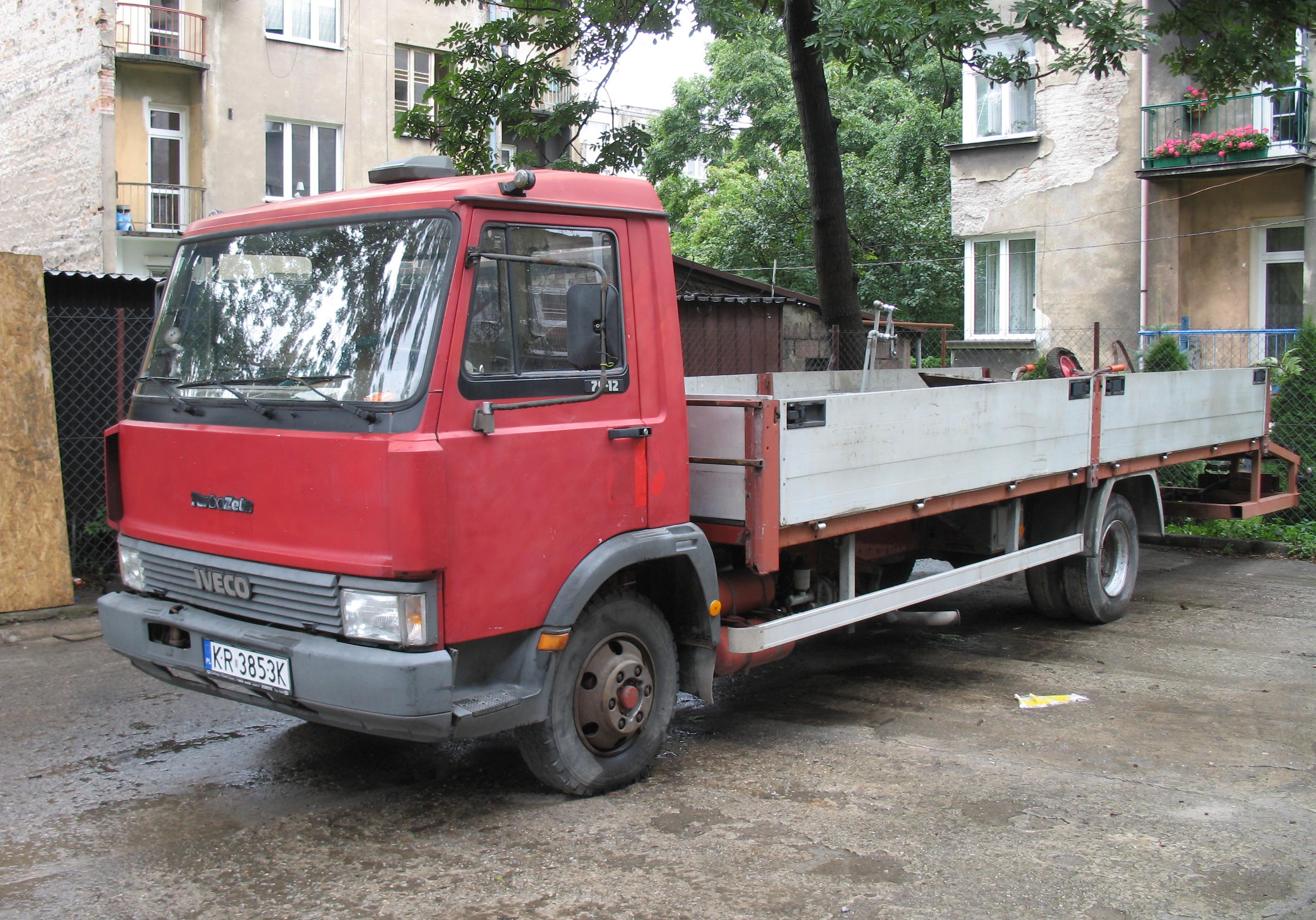
Iveco Turbo Zeta

イヴェコは1975年1月1日に設立され、イタリア、フィアット社の一部門であるFiat Veicoli Industrialiを中心にOM（イタリア）、Lancia Veicoli Speciali（イタリア）、ユニック（フランス）およびマギルス=ドイツ（ドイツ）の5つの商用車部門のブランドが合併し設立された。
新しく設立されたイヴェコは、各々のブランドを維持しながら、製品範囲、製造工場、および販売ネットワークの合理化を開始。1975年から1979年にかけて、イヴェコシリーズには200の基本モデルと600種類のバリエーションがあり、GVW2.7トンの普通自動車から40トン以上となる大型車やバス、産業用エンジンまでがある。1977年、販売から20年を経過していた「OM Lupetto」に代わり、小型から中型までのモデルとなる「Iveco Zeta」シリーズが新たに導入されている。FIAT-OMシリーズとユニックおよびマギルスのラインナップの統合は1980年までに完了。イヴェコは生産性の向上とエンジン開発の向上に取り組んでおり、1978年にイヴェコブランドとして初となる普通貨物自動車（バン）製品となる「イヴェコ・デイリー」の販売を開始。
1980年、イヴェコは大型産業車両用向けのターボ・ディーゼルエンジンの製造を開始。この10年間は企業戦略として、ブランドのプロモーションに重点が置かれ、1980年のモスクワオリンピック、1982年のデビスカップ、複数のボクシングタイトルマッチ、ジャック＝イヴ・クストーの世界水中連盟会議などのスポーツイベントのスポンサーを務めている。このほかプロモーションの一環として1983年に特別に製造された車両「IVECO-FIAT 75 PC 4x4」を用いアマゾン盆地で行われたピガフェッタ・ラリーレイドや地球一周などのイベントも行い完走を果たしている。なお同時期に、バスと消防車の部門が新たに形成されている。
1984年にイヴェコは新型車両となる「TurboStar」を発売。この車両はイタリアでベストセラーとなり、ヨーロッパ市場でも成功を収めており、7年間で合計50,000台の販売実績を残している。
1985年、イヴェコ初となる直接噴射式の小型ディーゼルエンジンを開発。
1986年から社名はIVECO SpAへ変更され、フォード・ヨーロッパと事実上の合併となる合弁企業「Iveco Ford Truck Ltd」をイヴェコが株式の52％を保有する形で設立。フォード・ヨーロッパの工場はイヴェコ車両の製造と販売を引き継ぎ、フォード・カーゴとして継続販売を行っている。 1980年代半ば、ホウルトラックの製造を行う産業機械系メーカーであるアストラがイヴェコ・グループ企業として傘下入りをしている。特殊車両や重トラック部門としてアストラ・イヴェコブランドで軍用車両の開発も行う。
1989年、商用車と互換性のある汚染排出を削減するEGRを備えた最初のディーゼルエンジンが製造され、その年に発売された新型デイリーに採用が行われている。

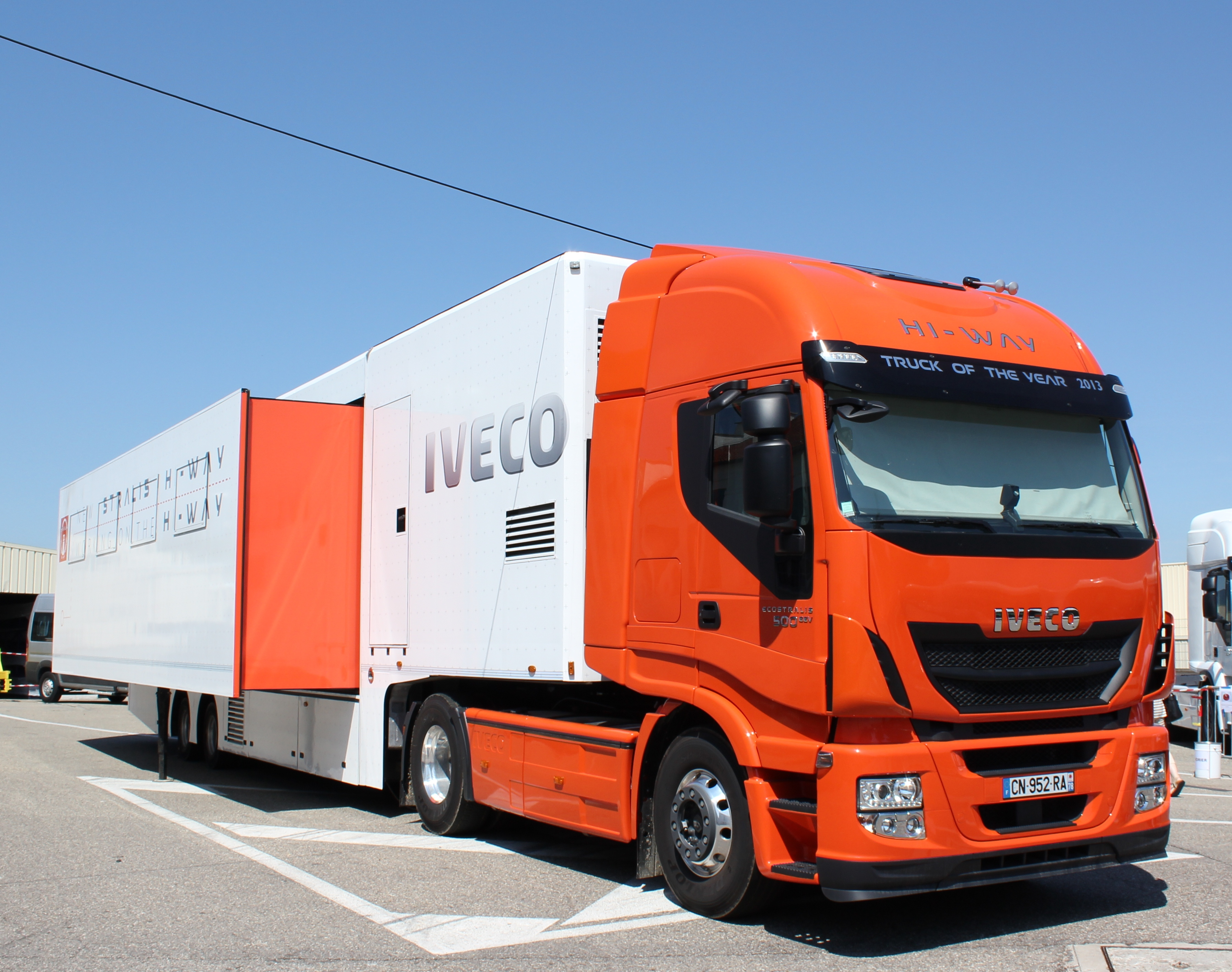
Stralis（ストラリス） Hi-Way

1990年に、グループは産業機械系メーカーペガソを所有するスペイン企業エナサ（Enasa）社の株式の6割を購入。また、1990年代はユーロカーゴ（EuroCargo）ユーロテック（EuroTech）ユーロトラッカー（EuroTrakker）ユーロスター（EuroStar）各車両でフルモデルチェンジを行う。ユーロカーゴとユーロテックはそれぞれ1992年と1993年にトラックオブザイヤーに選出され、2年連続でイヴェコに授与されており、連続受賞としては初となるメーカーに輝いている。イギリスの商用車メーカーであるセドン・アトキンソンは1991年に買収され、この買収によって建設系およびごみ収集車などの特殊自動車分野に進出を果たしている。同じ年、「TurboDaily」の組立ラインが中国の南京汽車で発足している。
1992年、イヴェコはオーストラリアの産業機械系メーカーであり、元々はインターナショナル・トラックス・オーストラリアであった企業を買収しイタル社を設立。2000年に社名を「Iveco Trucks Australia Limited」に改名。1996年にはドイツで行われていた消防車部門を「Iveco Magirus Brandschutztechnik GmbH」の下にまとめており、翌年、オーストリアの消防設備企業レーアを買収したことで、レーア・マギルスとなっている。
1998年に「Cursor 8」が発売され、翌年には可変ジオメトリータービンを搭載したコモンレールディーゼルエンジンを搭載した「Cursor 10」を発売。第二次世界大戦以降に製造された5,000台目となるマギルスのはしご車の納入と同時に創業125周年記念式典が執り行われている。
2003年、イヴェコは元々ルノーとの合弁事業であったイリスバスを完全に買収。2004年に主にエンジン製造部門として「Iveco Motors」ブランドが誕生しており、翌年新設されたエンジン研究機関である「Fiat Powertrain Technologies（FPT）」に組み込まれている。2004年末にはFPTと中国の自動車メーカー上海汽車集団の間で技術協力に関しての契約が取り交わされている。
2006年にイヴェコは、1,200台のイリスバスでトリノ冬季オリンピックを後援。その翌年、イヴェコはニュージーランドのラグビーチーム、オールブラックスのスポンサー契約を交わしている。
2011年1月1日、CNHインダストリアル、イヴェコ、FPTを組み込んだフィアット・インダストリアルを設立。
2022年1月1日、CNHインダストリアルからのスピンオフが実施され、株式上場企業となった。

## モータースポーツ

### ラリーレイド

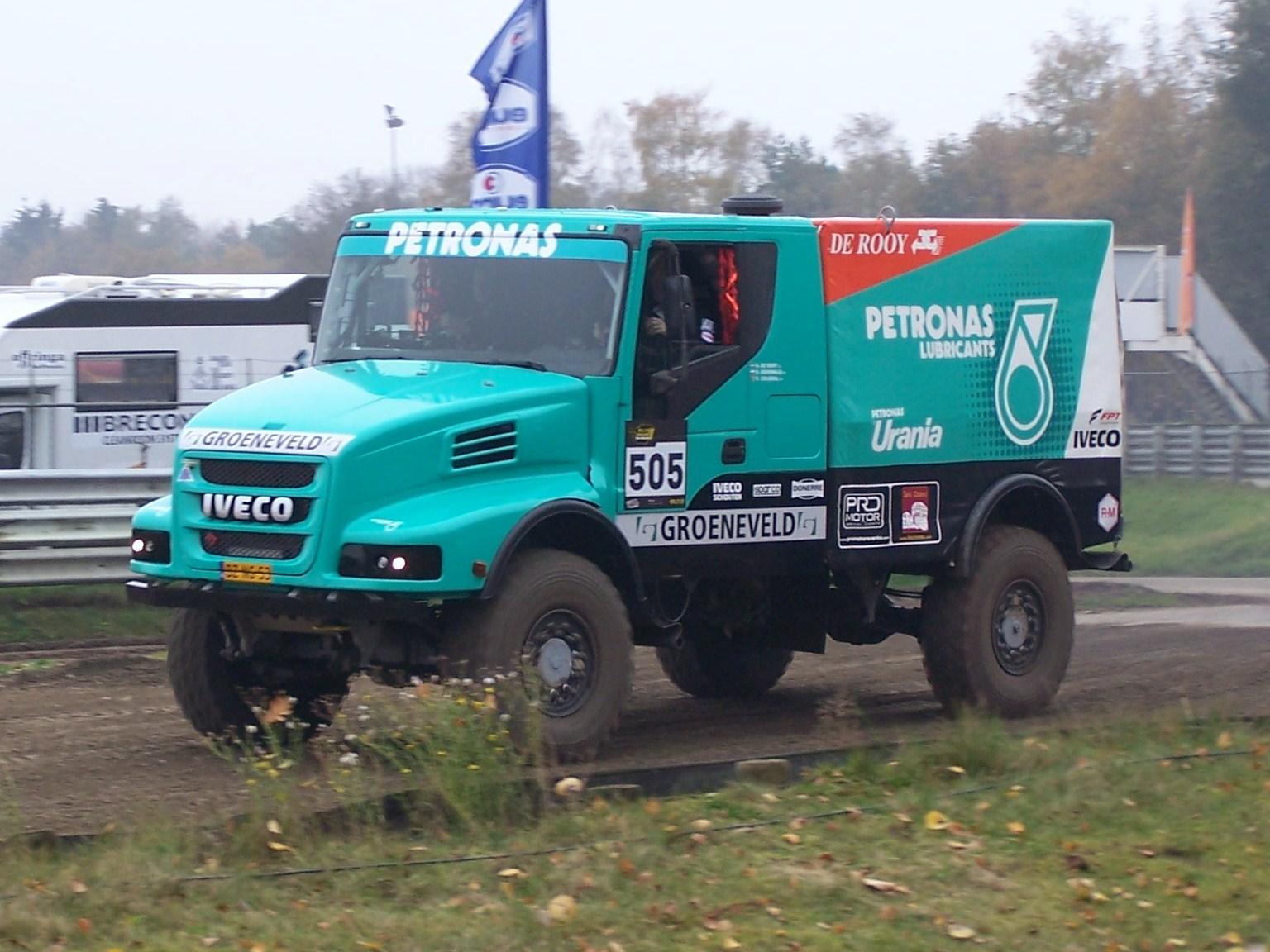
ダカールラリー競技車両イヴェコ パワースター（2011年）

イヴェコは1982年からダカール・ラリーにプライベーターを支援する形で参戦した。WRC王者のミキ・ビアシオンや、『無冠の帝王』マルク・アレンは00年代にイヴェコとピレリの支援するモータースポーツ・イタリア・チームから、オールイタリア体制で10L未満クラスに参戦し、排気量6Lのイヴェコのユーロカーゴをドライブし、菅原義正の日野・レンジャーと戦った。
2011年にイヴェコはオランダの雄ジェラルド・デ・ルーイと組んで「ペトロナス・チーム・デ・ルーイ・イヴェコ」を結成し、本格的にワークス参戦を開始。マシンは「パワースター」で、2012年大会で常勝カマズ軍団を打ち破り、早くも1-2フィニッシュでの総合優勝を果たした。チームは2016年にも1-3フィニッシュで2度目の総合優勝している。どちらも優勝ドライバーはデ・ルーイであった。
カマズが撤退した2023年大会は、チェコ人で父の代からLIAZ遣いとして知られたマーティン・マシクJr.と、彼の率いるMMテクノロジーもイヴェコに切り替え、デ・ルーイとMMテクノロジーで1-2-3-4をイヴェコが独占して圧勝した。

### サーキット

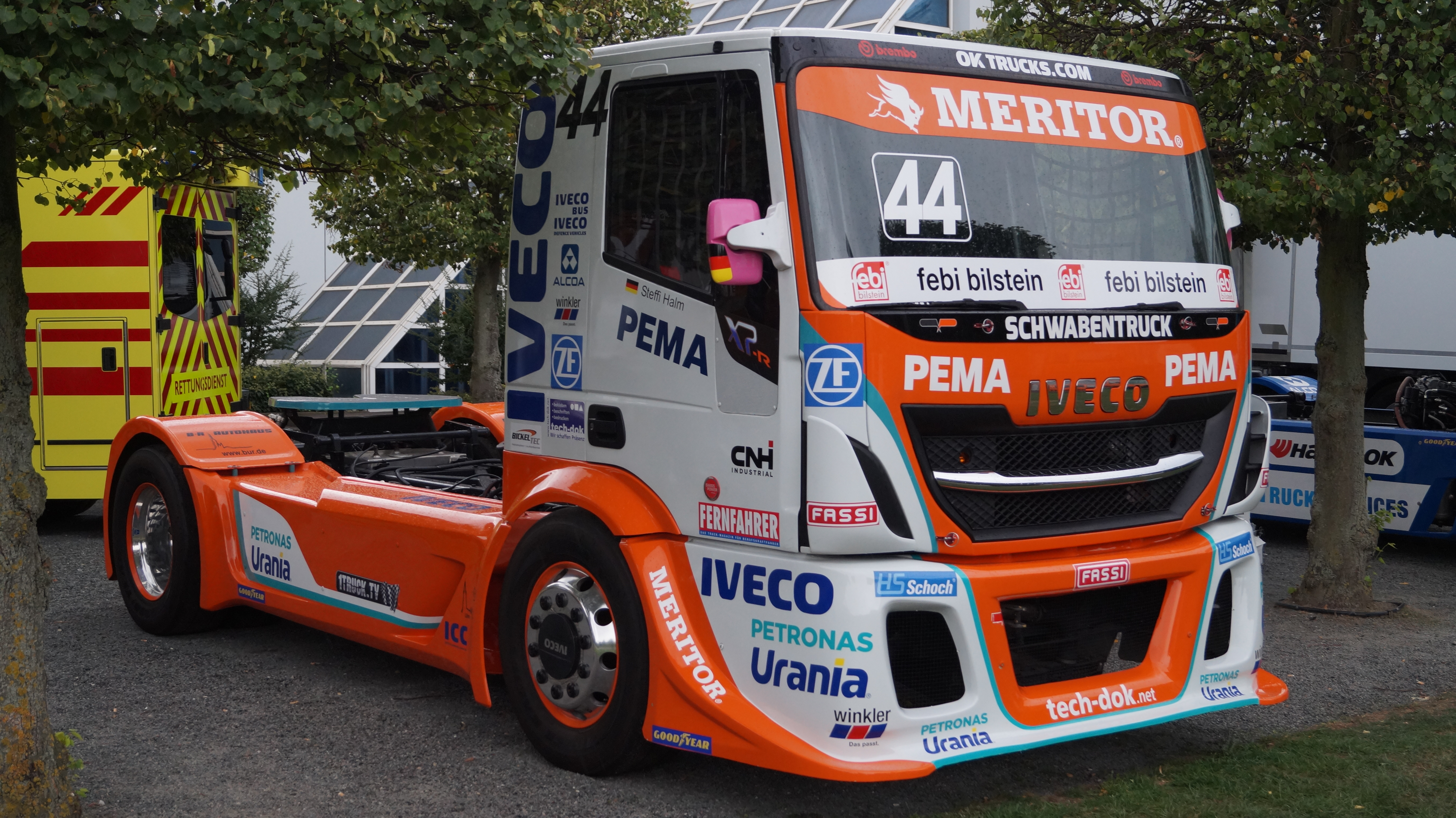
欧州トラック選手権（ETRC）の競技車両「シュテフィ」（2018年）

FIA欧州トラックレース選手権では2018〜2019年にドイツ人の「帝王」ヨッヘン・ハーンがイヴェコで連覇している。
2009年、イヴェコはモトGPでのトランスポーターサプライヤーとしての契約を締結した。
2012年にはF1フェラーリ・レーシングチームとパートナー契約を結んでおり、競技車両やホスピタリティ施設の運搬を担っている。2020年にはレプソル・ホンダチームを擁するHRCとのオフィシャルパートナー契約を締結した。

## 製品

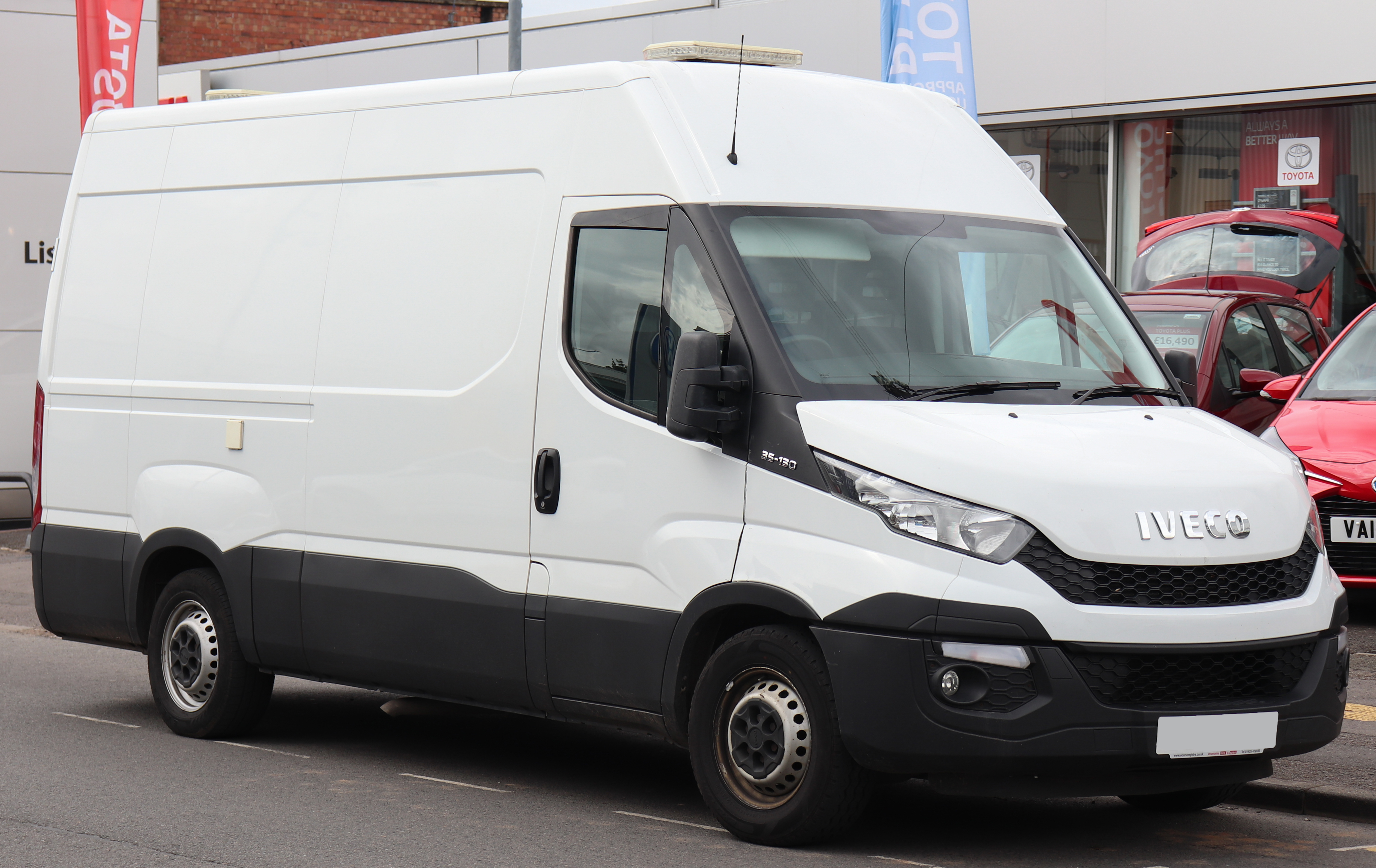
2014年式 Iveco Daily

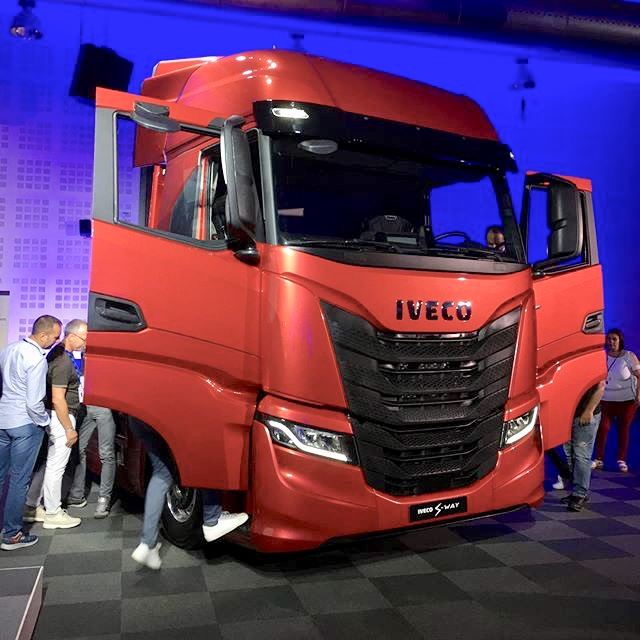
Iveco S-Way

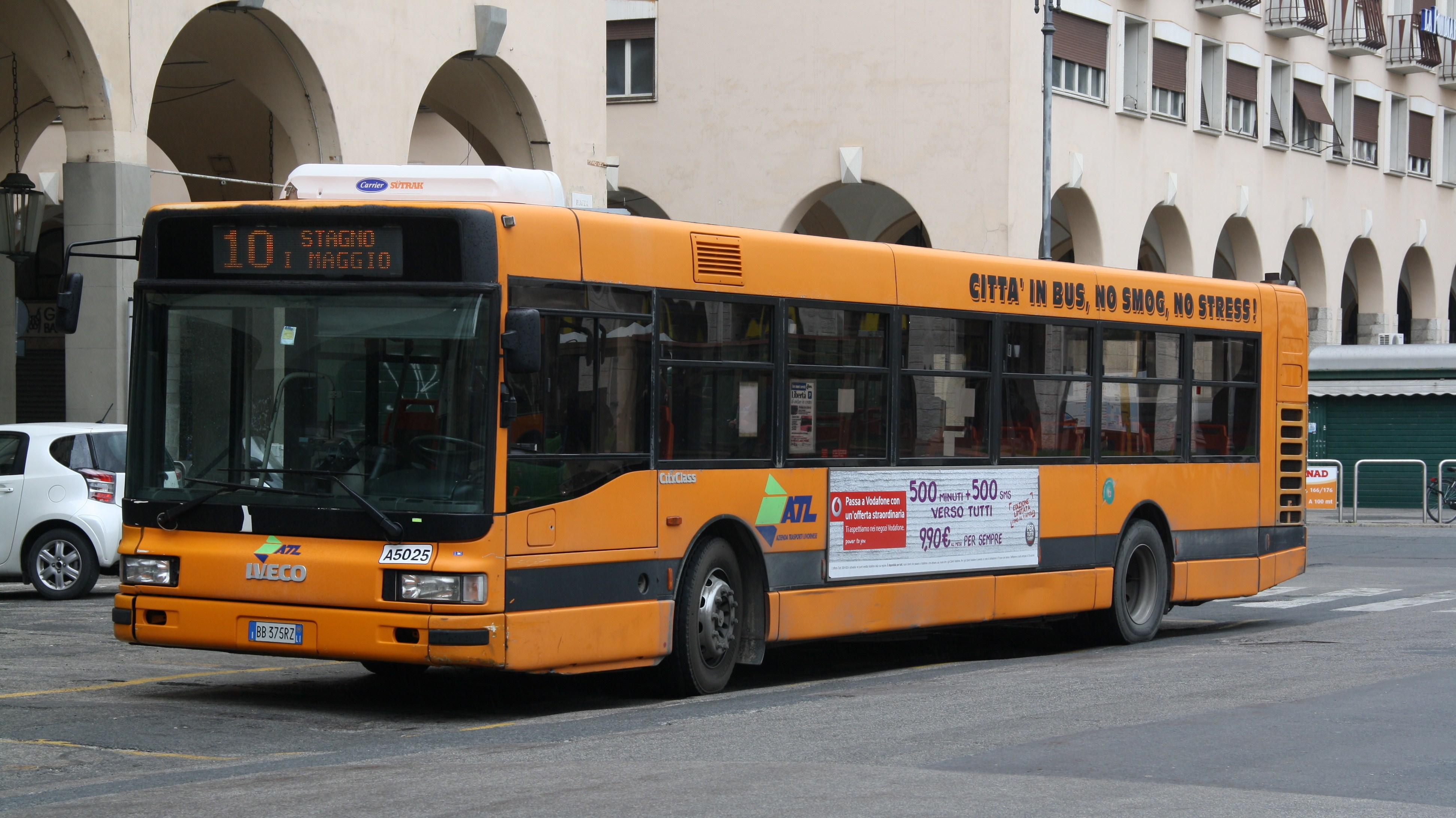
イタリアで稼働するイヴェコ シティクラス

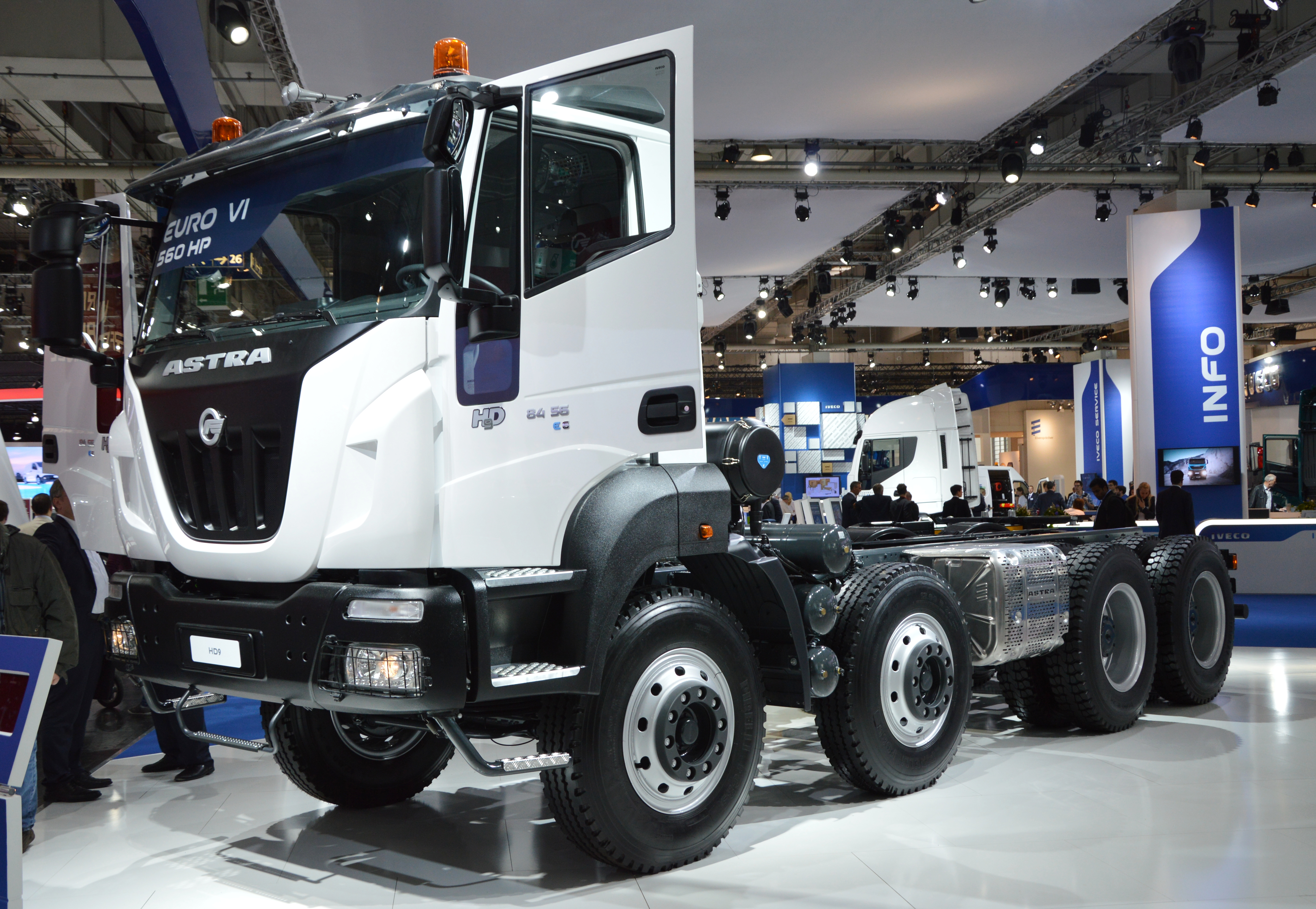
Astra HD 9

### IVECO

#### バン
- Daily VAN
- Daily Chassis Cab
- Daily Hi-Matic
- Daily Blue Power

#### トラック
- New Eurocargo
- S-WAY
- STRALIS
- STRALIS NP

#### バス
- Urbanway
- Crealis
- E-Way
- Crossway
- Crossway Low Entry
- Evadys
- Minibus range

### ASTRA（アストラ）
- HD9 RIGID
- HD9 TRACTOR
- HHD9 RIGID
- HHD9 TRACTOR

## 軍事部門

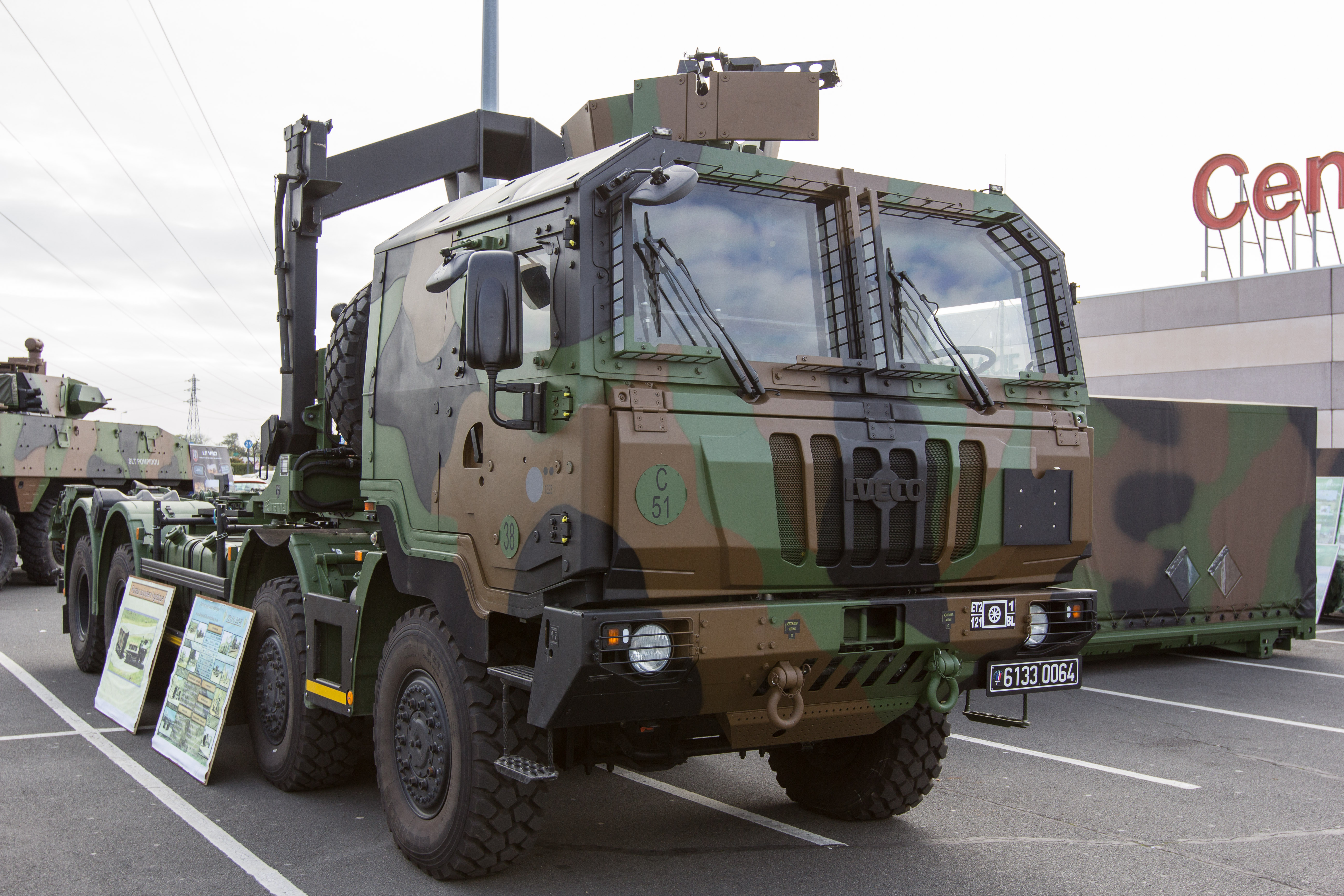
フランス軍に採用されたIveco PPT

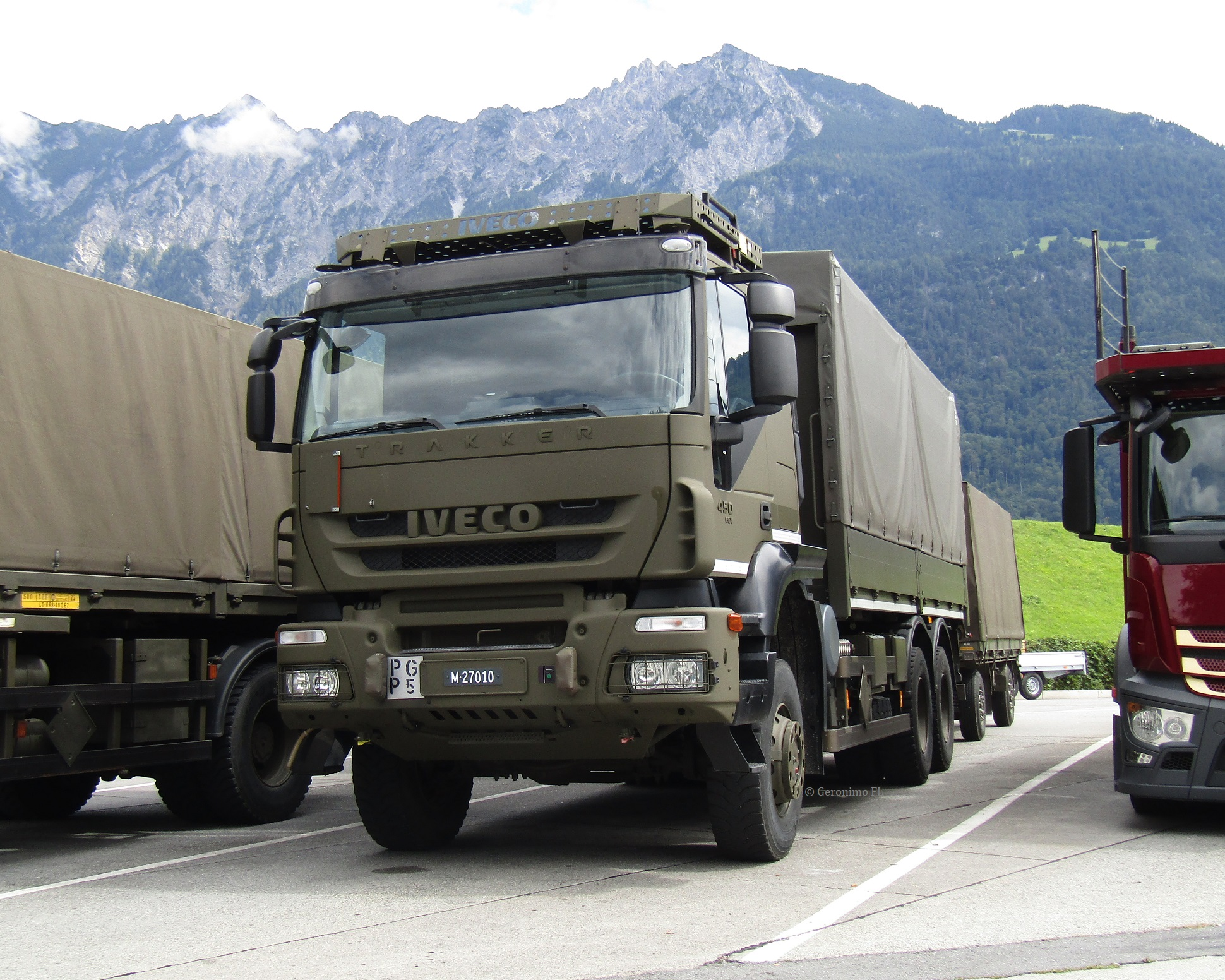
スイス陸軍に採用されたイヴェコ トラッカー

### Iveco Defence Vehicles（ディフェンス・ヴィークルス）
自社開発車両の他、オート・メラーラの主導するコンソーシアムでアリエテ主力戦車、ダルド歩兵戦闘車、チェンタウロ戦闘偵察車、フレッチャ歩兵戦闘車ファミリーの駆動系を中心に担当。
- スーパーAV（英語版）

8輪の水陸両用装輪装甲車。BAEシステムズとの合弁によりアメリカ海兵隊に提案された、本車をベースとするACVが採用された。
- VBTP- AMPHIBIOUS ARMOURED VEHICLE 6X6
- プーマ軽装甲車
- VM 90
- LMV - LIGHT MULTIROLE VEHICLE
- MPV - MEDIUM PROTECTED VEHICLE
- MUV - MILITARY UTILITY VEHICLE
- MTV - MEDIUM TACTICAL VEHICLE
- TACTICAL VEHICLES
- LOGISTIC VEHICLES
- HOMELAND SECURITY
- マンティコア

オランダ国防省と共同開発した4×4駆動の装甲車。2028年までに1185両の調達が予定されている。戦闘用のハードトップ仕様とソフトトップ仕様、物資運搬用のピックアップタイプ、救急車型、憲兵仕様などのバリエーションを想定している。

## 日本での展開

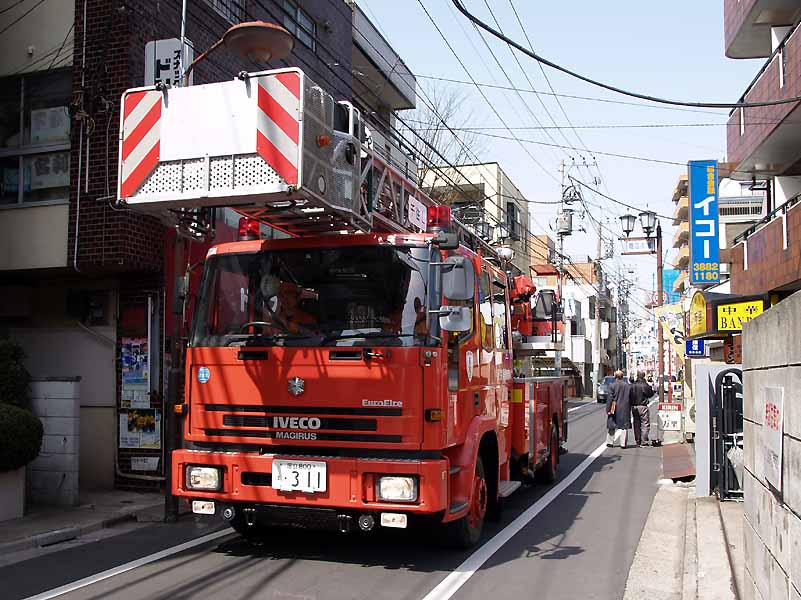
イヴェコ・マギルス（東京消防庁）

日本ではイヴェコ・マギルス（ドイツ）の消防車が広く知られており、1983年、国内に50メートル級のはしご車を製造できるメーカーがなかったため、近鉄モータース（後にクインランド・カーズ→モリタテクノスに事業譲渡）により輸入販売されたことに始まる。
2017年6月、福岡県にある博洋自動車株式会社が台湾台南市のバスメーカー嘉馬汽車有限公司(JIA MAモーター)にて架装の行われたIVECO製のバス車体を輸入。お披露目会まで行ったものの同年10月に博洋自動車株式会社が破産、このバスは福岡県内の博洋自動車株式会社近くの空き地で野ざらし放置状態となってしまった。
2017年9月6日、東京都港区にあるイタリア大使館で行われた会見にNGVインターナショナルアカデミー会長、IVECO社CEO両備グループ代表取締副社長が招かれた『ディーゼル車廃止に向けてのヨーロッパの動向、イタリアIVECO社　新交通BRTシステム及び天然ガストラック日本進出について』と題する発表を行い、IVECOの日本進出に向けた話が行われた。そして岡山県の両備グループと共同で天然ガスを使用するBRTバスの開発を行うという発表も行われた。
2018年3月10日に発売されたトラックマガジン「fullload　第28号」にて13ページに及ぶIVECO特集が組まれた。またこれに合わせて欧州トラックに関する情報、現状が多数組み込まれている。
2018年5月10日-12日、パシフィコ横浜にて行われたジャパントラックショー2018にIVECO社が出展。液化天然ガス仕様のトラクタヘッドであるストラリスNP 2台とデイリー(ハイエースのような商用車)が1台展示された。会場ではIVECO日本法人CEOによる会見も行われた。
現時点では岡山県に拠点を置く両備グループと奈良県に拠点を置く富士運輸の2社がIVECO製のバス、トラックの導入を確定させている。液化天然ガスの供給ステーションが大阪市の南港にしか現状ないことなどから今後の販売動向は国内での天然ガス車に対する環境の整備状況などで変わってくるだろう。

## 社名の由来
社名であるIvecoとは「Industrial Vehicles Corporation（産業車両株式会社）」の頭字語に由来する。1975年にイタリア、フランス、ドイツの商用車メーカー5社による合併により誕生している。